# Christian Kulik
Christian Kulik (* 6. prosince 1952, Zabrze) je bývalý německý fotbalista, záložník.

## Fotbalová kariéra
Začínal v Alemannii Aachen. V Bundeslize odehrál 10 sezón za Borussii Mönchengladbach, nastoupil ve 220 utkáních a dal 38 gólů. Třikrát vyhrál s Borussií Mönchengladbach bundesligu a v roce 1973 pohár. V letech 1975 a 1979 vyhrál s Borussií Mönchengladbach Pohár UEFA. V Poháru mistrů evropských zemí nastoupil ve 14 utkáních a dal 1 gól, v Poháru vítězů pohárů nastoupil v 8 utkáních a dak 2 góly a v Poháru UEFA nastoupil ve 44 utkáních a dal 10 gólů. V Interkontinentálním poháru nastoupil ve 2 utkáních. Kariéru končil v Belgii v týmu Royal Antwerp FC, dále v SG Düren 99, ve švýcarských klubech FC Mendrisio a FC Chur 97 a ve druhé německé bundeslize v týmu FSV Salmrohr.

## Ligová bilance
| Ročník                                  | Zápasy | Góly | Klub                     |
| --------------------------------------- | ------ | ---- | ------------------------ |
| Německá fotbalová Bundesliga 1971/72    | 23     | 4    | Borussia Mönchengladbach |
| Německá fotbalová Bundesliga 1972/73    | 34     | 6    | Borussia Mönchengladbach |
| Německá fotbalová Bundesliga 1973/74    | 25     | 0    | Borussia Mönchengladbach |
| Německá fotbalová Bundesliga 1974/75    | 24     | 6    | Borussia Mönchengladbach |
| Německá fotbalová Bundesliga 1975/76    | 4      | 0    | Borussia Mönchengladbach |
| Německá fotbalová Bundesliga 1976/77    | 18     | 1    | Borussia Mönchengladbach |
| Německá fotbalová Bundesliga 1977/78    | 25     | 7    | Borussia Mönchengladbach |
| Německá fotbalová Bundesliga 1978/79    | 27     | 7    | Borussia Mönchengladbach |
| Německá fotbalová Bundesliga 1979/80    | 27     | 5    | Borussia Mönchengladbach |
| Německá fotbalová Bundesliga 1980/81    | 13     | 2    | Borussia Mönchengladbach |
| 2. německá fotbalová Bundesliga 1986/87 | 14     | 1    | FVS Salmrohr             |
| CELKEM německá bundesliga               | 220    | 38   |                          |